# Гоностомови
Гоностомовите (Gonostomatidae) са семейство актиноптери от разред Стомиоподобни (Stomiiformes).
Таксонът е описан за пръв път от Тиъдър Гил през 1893 година.

## Родове
- Bonapartia
- Cyclothone
- Diplophos
- Gonostoma
- Manducus
- Margrethia
- Sigmops
- Triplophos